# 波皮利尼亞

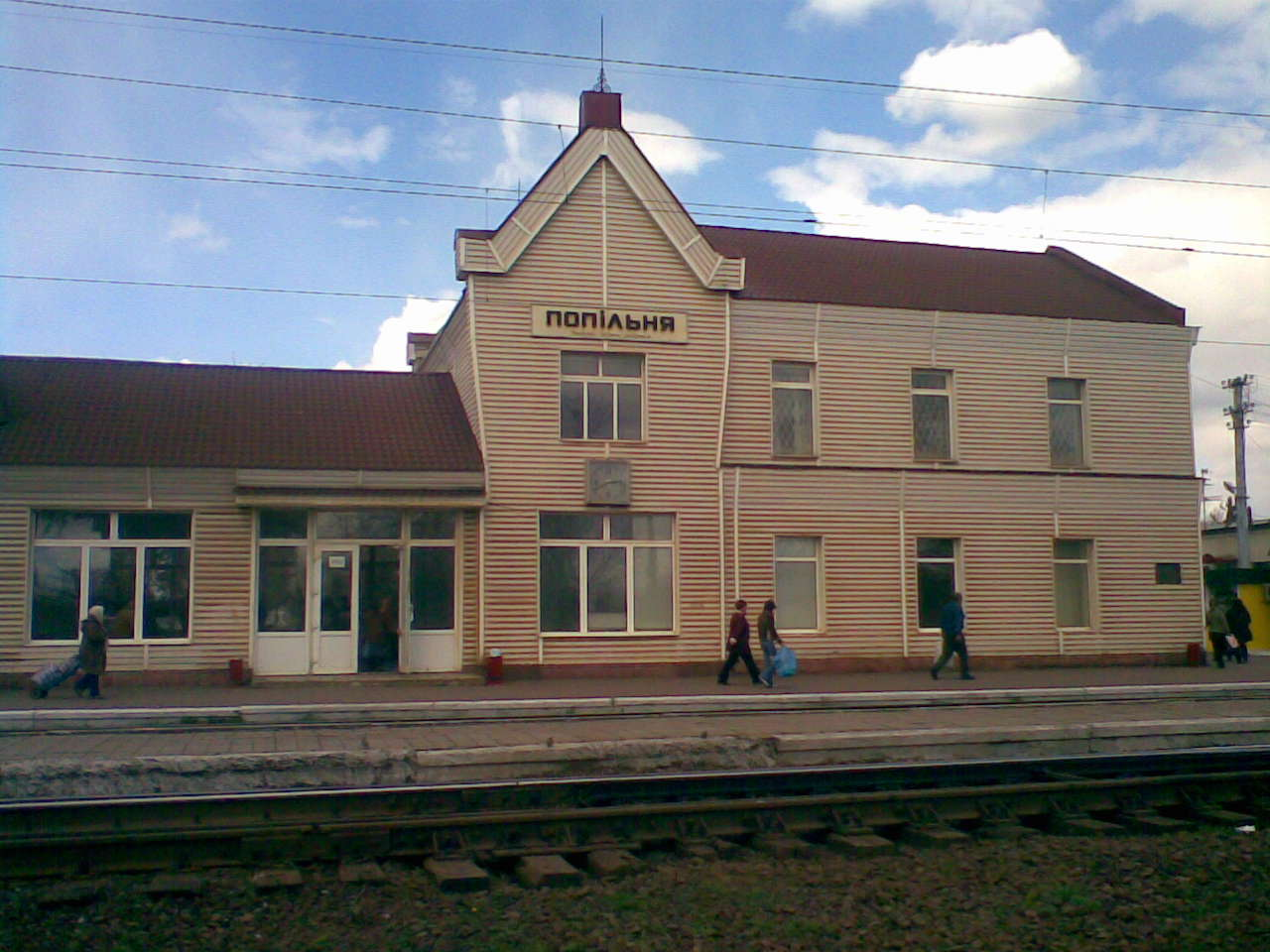
波皮利尼亚火车站

波皮利尼亞（羅馬化：Popilnia），又按俄语名译为波佩利尼亞，是烏克蘭北部日托米爾州日托米爾區波皮利尼亚市镇内的市級鎮及其行政中心。始建於1870年，面積4平方公里，海拔高度213米，2014年人口5,987，人口密度每平方公里1,507人。